# Diocèse de Fort Wayne-South Bend

Armes du diocèse.

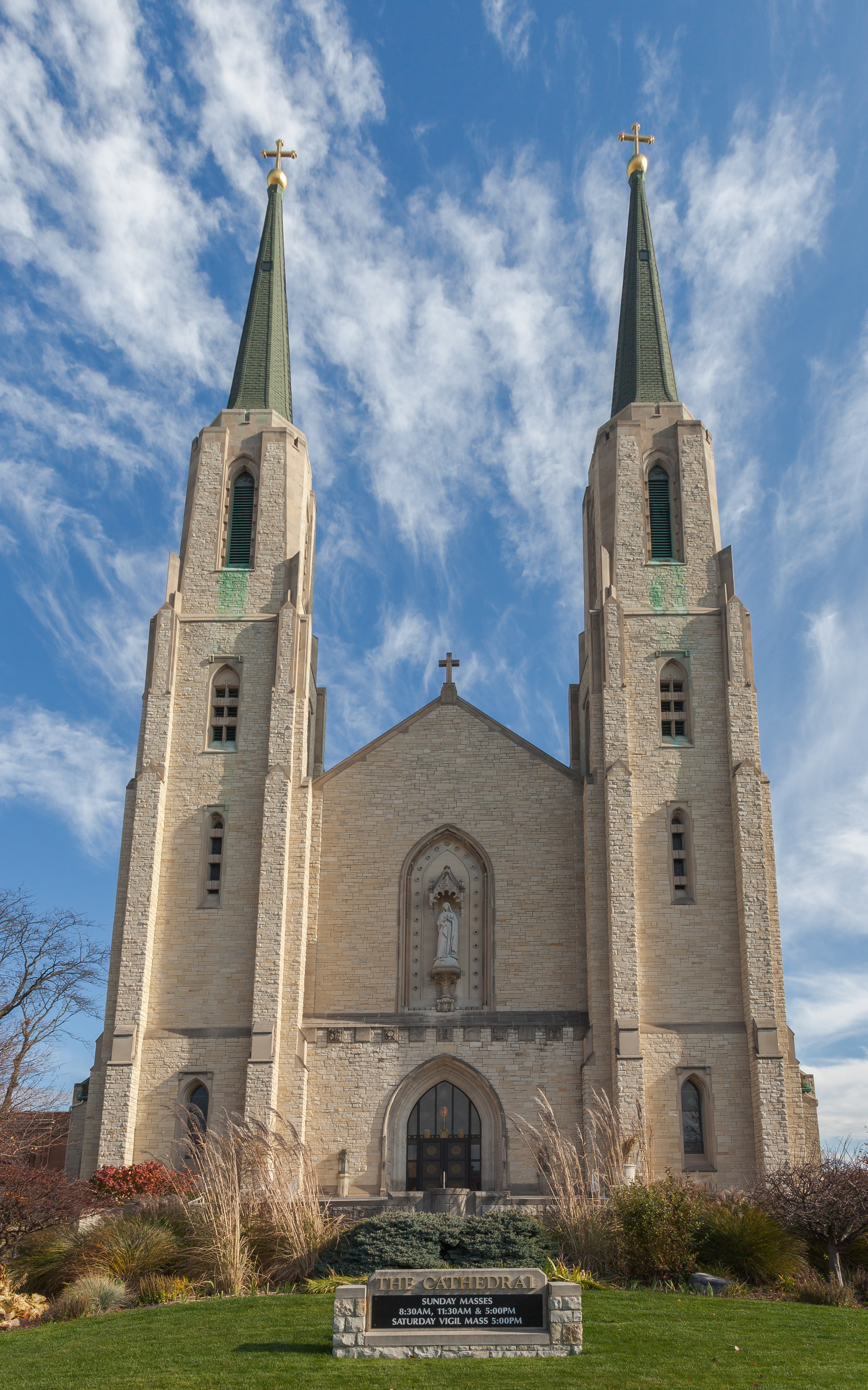
Cathédrale de l'Immaculée-Conception de Fort Wayne.

Le diocèse de Fort Wayne-South Bend (Dioecesis Wayne Castrensis-South Bendensis) est une circonscription ecclésiastique de l'Église catholique aux États-Unis dont le siège est à la cathédrale de l'Immaculée-Conception de Fort Wayne. Ce diocèse est suffragant de l'archidiocèse d'Indianapolis. Il est tenu depuis 2009 par Mgr Kevin Rhoades.

## Territoire
Le territoire du diocèse s'étend sur quatorze comtés de l'Indiana : Adams, Allen, DeKalb, Elkhart, Huntington, Kosciusko, LaGrange, Marshall, Noble, Steuben, St. Joseph, Wabash, Wells et Whitley.

## Histoire
Le diocèse est érigé par Pie IX le 8 janvier 1857, comme suffragant de l'archidiocèse de Cincinnati et sous le nom de diocèse de Fort Wayne  (Dioecesis Wayne Castrensis). Il tient son territoire du partage du diocèse de Vincennes. En 1944, le diocèse devient suffragant de l'archidiocèse d'Indianapolis, nouvellement élevé. Il perd des portions de territoire en 1944 et 1956 à l'avantage respectivement des nouveaux diocèses de Lafayette et de Gary (en). En 1960, il prend le nom de diocèse de Fort Wayne-South Bend. La co-cathédrale Saint-Matthieu de South Bend devient la « cathédrale associée » du diocèse.
Le diocèse dispose de cinq établissements d'enseignement supérieur : Ancilla Domini College de Donaldson (fondé en 1937 par les pauvres servantes de Jésus-Christ avant de passer la main), Holy Cross College de Notre Dame (administré par la congrégation de Sainte-Croix), Saint Mary's College de Notre Dame (fondé en 1844), University of Notre Dame de South Bend (Notre-Dame-du-Lac,  fondée par la congrégation de Sainte-Croix en 1842), University of Saint Francis de Fort Wayne (fondée en 1890 par les franciscaines de l'Adoration perpétuelle, avant de passer la main). Il dispose aussi de quatre établissements d'enseignement secondaire et d'une quarantaine d'écoles primaires et/ou de collèges des premières années du secondaire.

## Statistiques
En 2016, le diocèse comptait 159 825 baptisés pour 1 265 972 habitants (12,6% du total), servis par 292 prêtres (101 séculiers et 191 réguliers), 22 diacres permanents, 319 religieux et 400 religieuses dans 81 paroisses.